# Белогорье (Ханты-Мансийский район)
Белого́рье — деревня в Ханты-Мансийском районе Ханты-Мансийского автономного округа — Югры (Россия). Входит в состав Сельского поселения Луговской.
Почтовый индекс — 628531, код ОКАТО — 71129916002.
Расположена на острове, на берегу Оби в 22 км к северо-западу от Ханты-Мансийска.

## История
Первое упоминание о Белогорье относится к XIII/XV векам до Присоединения Сибири к Русскому царству. В XV веке эта территория находилась на территории Белогорского княжества.
В 1585 году русские казаки приняли решение зимовать на территории современного Белогорья, из-за чего построили на этом месте защитный городок. В это время у казаков происходили конфликты с остяками, оскорблёнными тем, что на их родной земле возвели укрепления.
Своего расцвета будущее Белогорье достигло в 1680-х годах, когда князь Самара объединил владение 8 маленьких мансийских княжеств.
Селение на этой территории было основано в XVII веке как «Ямщицкая станция» (сокращённо — «Ям»). Основателями деревни считаются семейства Звягиных и Скосерывых.
В 1870-х годах в Белогорье побывал Иван Семёнович Поляков, который отмечал, что деревня ни чем не отличалась от других поселений того времени.
В 1872 году местными купцами была основана первая школа в Белогорье.
В 1926 г. в селе проживало 425 чел., из них 424 или 99,8% - русские, и 1 чел. - представитель народа ханты.
В 1967 году в Белогорье было построено новое учебное заведение.

## Население
| 2010 |
| ---- |
| 337  |

## Климат
Климат резко континентальный, зима суровая, с сильными ветрами и метелями, продолжающаяся семь месяцев. Лето относительно тёплое, но быстротечное.